# Emmy Raver-Lampman
Emmy Raver-Lampman, född 5 september 1988, är en amerikansk skådespelerska och sångerska. Hon började sin karriär inom musikteater och har uppträtt i olika Broadway- och nationella turnéproduktioner som Hair, Jekyll & Hyde, Wicked och Hamilton.
Hon spelar för närvarande som Allison Hargreeves i Netflix-serien The Umbrella Academy (2019–), som är hennes genombrottsroll.

## Biografi
Raver-Lampman är född och uppvuxen i Norfolk, Virginia. Hon adopterades som nyfödd; hennes adoptivmor Sharon är professor vid Old Dominion University, medan hennes far Greg är författare och lärare. Hon har rest mycket (över 50 länder) och bott i Tjeckien, Ukraina och Indien när hon var ung på grund av hennes mors arbete.

## Karriär
Raver-Lampman fick sin första stora TV-roll år 2017 och framställde Allison Hargreeves i The Umbrella Academy, med skådespelarna Elliot Page och Tom Hopper, bland andra. Serien spelades in under första halvåret 2018 och släpptes på Netflix i februari 2019. Serien var Netflix tredje mest populära serie 2019, med mer än 45 miljoner tittare.
I juli 2020 tillkännagavs att Raver-Lampman skulle ersätta Kristen Bell som rösten för Molly Tillerman i Apple TV+-serien Central Park. Raver-Lampman kommer att spela Molly i den andra säsongen av serien.

## Privatliv
Raver-Lampman har en halvsyster, som är yngre.
Lampman har ett förhållande med Daveed Diggs, som hon träffade år 2015.